# دو ۱۰۰ متر بامانع

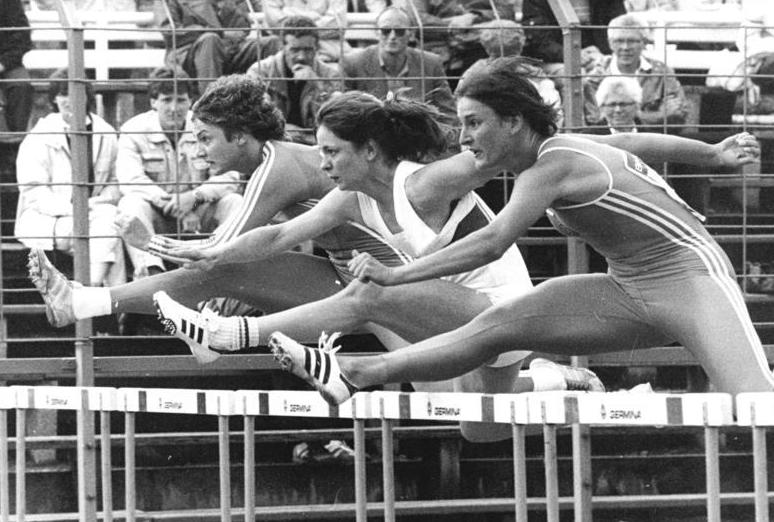
دو ۱۰۰ متر بامانع، آلمان، ۱۹۸۶

دو ۱۰۰ متر بامانع یکی از رشته‌های ورزش دو و میدانی و از جمله ماده‌های المپیکی است که تنها مختص ورزشکاران زن است (دو ۱۱۰ متر بامانع مشابه آن در رقابت‌های مردان است). در این مسابقه تعداد ۱۰ مانع با ارتفاع ۸۳٫۸ سانتی‌متر (۲ فوت و ۹ اینچ) در فواصل مساوی از یکدیگر و در امتداد یک مسیر مستقیم ۱۰۰ متری چیده می‌شوند. نوع استقرار این موانع بر روی پیست به گونه‌ای است که اگر دونده به آن‌ها برخورد کند باعث سقوط و افتادن موانع می‌شود. سقوط موانع توسط دوندگان، مادامی که از روی عمد صورت نگرفته باشد، خطا محسوب نمی‌شود؛ اما دوندگان سعی می‌کنند از برخورد با موانع پرهیز کنند، زیرا باعث کاهش سرعت‌شان می‌شود.
در این رقابت، مانع اول در فاصلهٔ ۱۳ متری از خط شروع قرار می‌گیرد و ۹ مانع بعدی در فاصلهٔ ۸٫۵ متری از یکدیگر چیده می‌شوند. فاصلهٔ مانع آخر تا خط پایان مسابقه ۱۰٫۵ متر است.
سریع‌ترین دوندگان دنیا مسافت دو ۱۰۰ متر بامانع را در زمانی در حدود ۱۲٫۵ ثانیه می‌دوند. در یکی از مراحل لیگ الماس، در ۲۲ ژوئیه ۲۰۱۶ که در ورزشگاه المپیک لندن برگزار شد، کندرا هریسون، دوندهٔ ۲۳ سالهٔ آمریکایی، توانست حدنصاب دوی ۱۰۰ متر با مانع را پس از ۲۸ سال بهبود ببخشد. او با زمان ۱۲٫۲۰ ثانیه قهرمان این مسابقه شد. رکوردار قبلی این رشته یوردانکا دونکووا از بلغارستان با زمان ۱۲٫۲۱ ثانیه بود که در سال ۱۹۸۶ توانست با میانگین سرعت ۲۹٫۴۸ کیلومتر بر ساعت، مسافت ۱۰۰ متر بامانع را بدود.